# ساماروبسيس
ساماروبسيس (Samaropsis) هو صنف سماه جوبيرت سنة 1864. وأعاد سيوارت (1917) فيما بعد تعريفه ليشير فقط إلى البذور.

## الموقع
في البرازيل، فقد تمت استعادة أصناف الحفريات إس. جيجاس وإس. كورتزي وإس. ميلانيانا وإس. ريجبي وإس. سييكساسي من مدينة ماريانا بيمنتل، في ولاية ريو غراندي دو سول. توجد الحفريات في بروز مورو باباليو في تكوين ريو بونيتو، ويرجع تاريخها إلى ساكماريان في العصر البرمي. وهي موجودة في المتنزه الأرضي باليوروتا.